# 馬茲達 (燈泡)

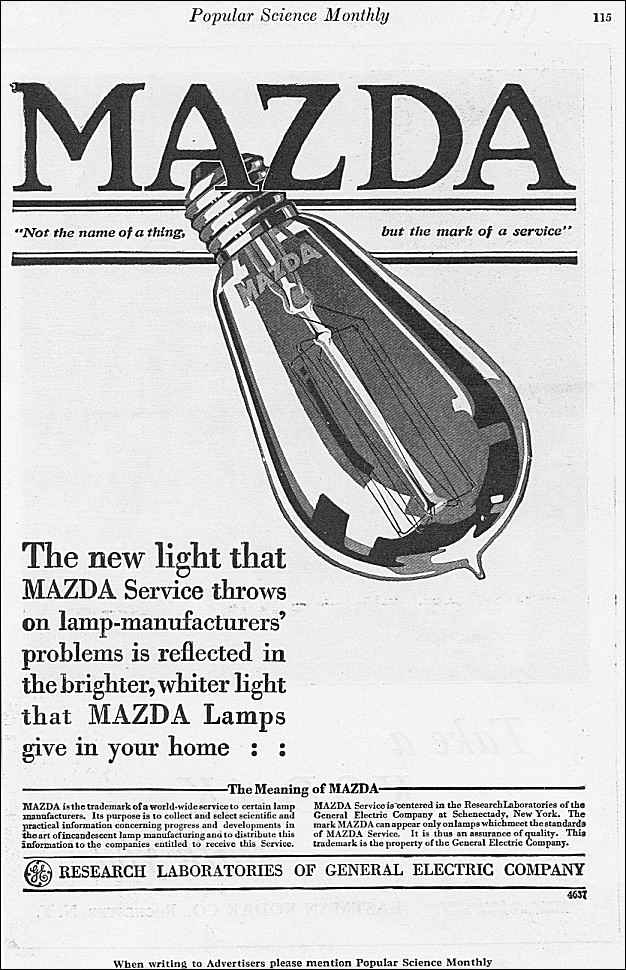
1917年馬茲達燈泡之廣告

馬茲達（英語：Mazda）為美國薛爾比電氣公司（英語：Shelby Electric Company）替該公司生產之白熾燈泡註冊的商標，從1909年至1945年間使用（後來被通用電氣使用）。1945年後，「馬茲達牌」電燈泡在美國境外販售了數十年。薛爾比電氣公司選擇此名，乃因波斯帝國瑣羅亞斯德教光明之神阿胡拉·馬茲達。

## 概要

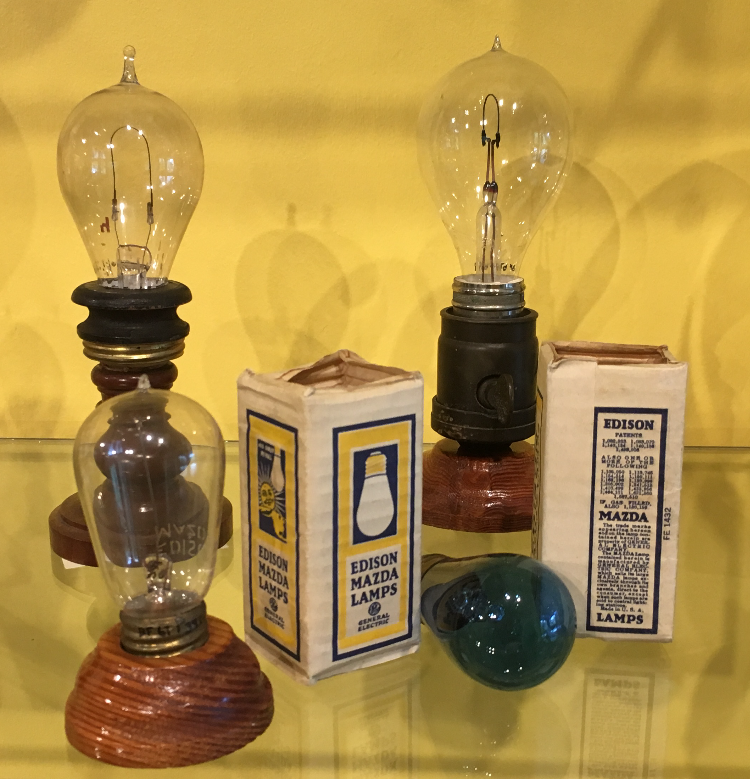
展示於愛迪生暨福特冬季別館的馬茲達燈泡

1909年薛爾比電氣開發出新的鎢絲燈泡，並命名為「馬茲達」。直到1914年該公司被通用電氣公司併購，後者仍繼續使用這個品牌名稱。同時通用電氣也將品牌名、插頭尺寸及鎢絲技術授權給其他廠商製造使用，以建立此照明光源標準。很快地許多燈泡製造商便以馬茲達品牌販售此產品，包括主要競爭對手西屋電氣公司；當時西屋電氣以著名插畫家馬克思菲爾德·派黎胥（Maxfield Parrish）的插畫作品作為廣告內容。

## 大眾文化
由於通用電氣開放授權馬茲達牌燈泡給多家製造廠，使得它成為美國家喻戶曉的品牌，許多大眾文化產物不免提及此名字。作詞、作曲家強尼·默瑟（Johnny Mercer）曾在他的歌曲《螢火蟲》（Glow Worm）中寫道：「You got a cute vest-pocket Mazda / Which you can make both slow and fazda」（你有一個口愛的背心口袋馬茲達，可以讓你緩慢和法茲達）。當代散文家埃爾文·布魯克斯·懷特（Elwyn Brooks White）曾在《這裡是紐約》（Here is New York）寫道：「...he buys a bunch of pussy willows, a Mazda bulb, a drink, a shine – all between the corner where he steps off the bus and his apartment」（他買了一堆貓柳、馬茲達燈泡、飲料、一道光線 - 由他自公車下車處至公寓間的街角）。

## 內部連結
- 阿胡拉·馬茲達

## 外部連結
- （英文）The Mazda Lamp Story （页面存档备份，存于）